# Vassallia
Vassallia is een geslacht van uitgestorven gordeldierachtigen behorend tot de familie Pampatheriidae. Het was een herbivoor die tijdens het Laat-Mioceen en Plioceen in Zuid-Amerika leefde.

## Voorkomen
Fossielen van Vassallia zijn gevonden in Argentinië, Uruguay en Bolivia.

## Kenmerken
Vassallia was een op de grond levende herbivoor. Dit dier was ongeveer een meter lang en zestig tot negentig kilogram zwaar.